# Tag des Sieges (Bangladesch)

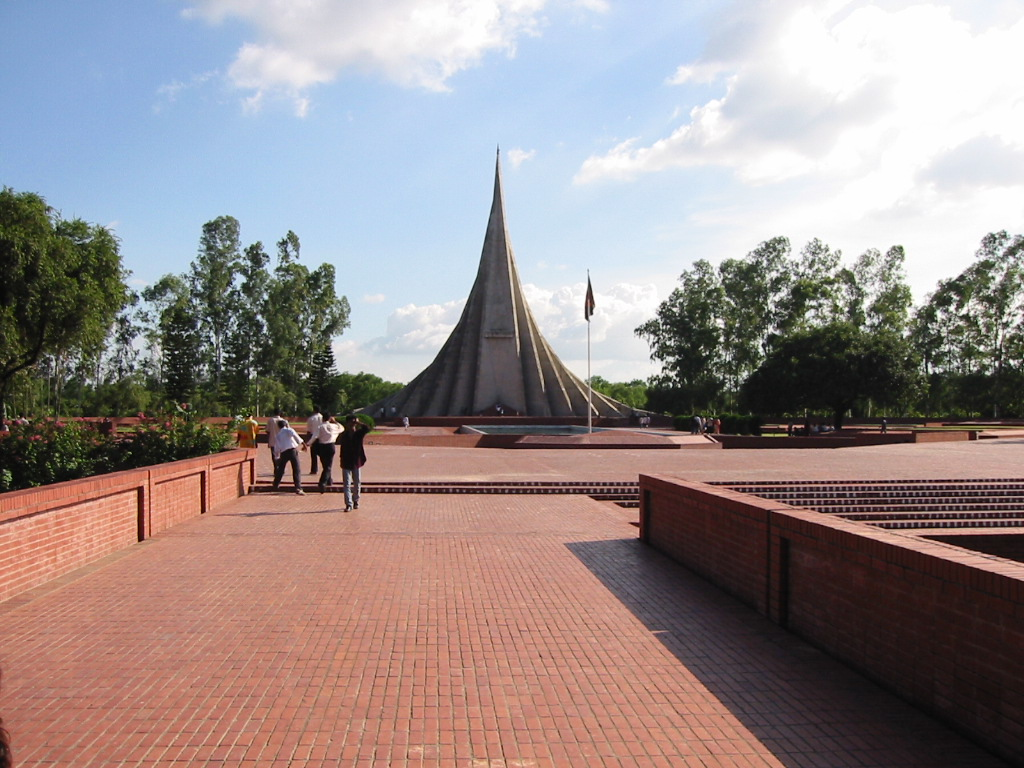
Das Nationale Märtyrerdenkmal in Sabhar bei Dhaka erinnert an die Opfer des Unabhängigkeitskampfes

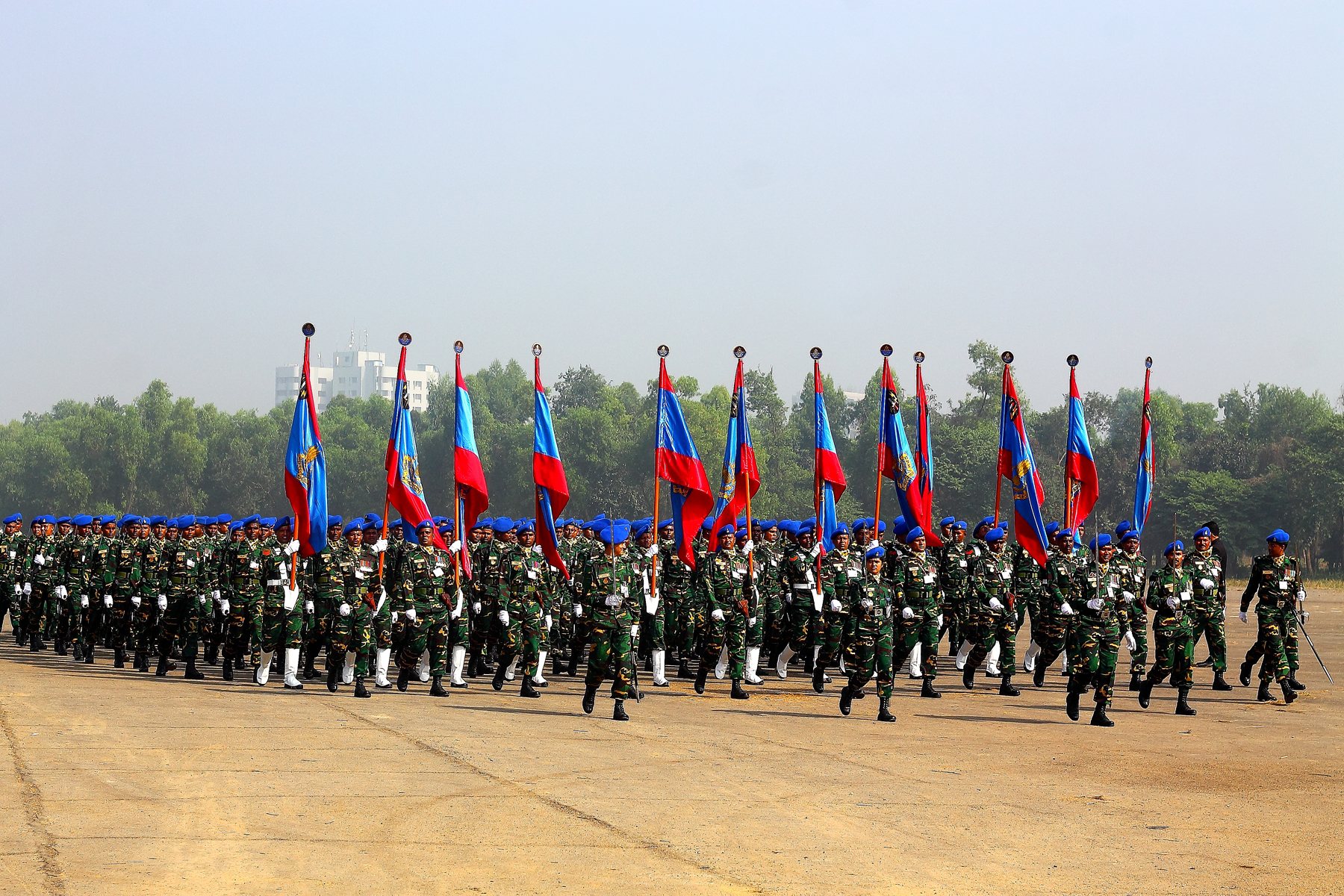
Parade in Dhaka zur Erinnerung an den Sieg im Bangladesch-Krieg

Der Tag des Sieges (bengalisch বিজয় দিবস bijaẏ dibas), 16. Dezember, ist ein gesetzlicher Feiertag in Bangladesch. Der Feiertag wurde 1972 eingeführt, um an den Tag des Sieges über Pakistan im Bangladesch-Krieg zu erinnern.

## Geschichte
Der Bangladesch-Krieg war ein Krieg zwischen Pakistan (damals Westpakistan) und Bangladesch (damals Ostpakistan) vom 26. März 1971 bis 16. Dezember 1971, in dem auch Indien auf der Seite Ostpakistans eingriff (Dritter Indisch-Pakistanischer Krieg).
Der Krieg endete am 16. Dezember 1971 mit 6 Millionen Toten und der bedingungslosen Kapitulation der Streitkräfte Pakistans. Die pakistanische Militärregierung musste als Folge der Niederlage zurücktreten und die bedingungslose Kapitulation unterzeichnen.

## Volksrepublik Bangladesch
Mit der bedingungslosen Kapitulation der Streitkräfte Pakistans am 16. Dezember wurde Ostpakistan offiziell als unabhängiger Staat Bangladesch anerkannt.

## Feierlichkeiten in Bangladesch
Der Tag des Sieges wird im ganzen Land mit dem zeremoniellen Hissen der Nationalflagge und der Verteilung von Süßigkeiten gefeiert. Die Hauptfeierlichkeiten finden in Sabhar statt, wo sich das Jatiyo Sriti Shoudho (deutsch: Nationales Märtyrerdenkmal) befindet, und die Ereignisse werden in Live-Berichterstattungen des staatlichen Fernsehsenders und im Radio übertragen; viele andere Sender haben ihr Programm mit patriotischen Filmen und Musik angereichert. Jährlich findet an diesem Tag eine Militärparade in der Hauptstadt Dhaka statt. Die verschiedenen Regimenter der Land-, See- und Luftstreitkräfte marschieren in Paradeuniform; der Präsident, seines Amtes Oberbefehlshaber der Streitkräfte, empfängt den Salut.

## Feierlichkeiten in Indien
Indien erinnert auch an den Sieg über Pakistan im Dritten Indisch-Pakistanischen Krieg am gleichen Tag im Jahr 1971. Der Tag wird auch in Indien „Tag des Sieges“ (Vijay Divas) genannt.